# Deuxième cycle universitaire
Le deuxième cycle universitaire est le cycle universitaire qui suit directement le premier cycle. Période universitaire commune à la plupart des systèmes d'éducation, elle commence généralement de deux à quatre ans après le début des études supérieures.
Le grade sanctionnant ce deuxième cycle est appelé selon les pays master ([ma.stœr] ) ou maîtrise (master's degree, master).
Dans les systèmes universitaires de tradition anglo-saxonne, le cycle postgraduate (anglais britannique) ou graduate (anglais américain) désigne le deuxième cycle universitaire, par opposition au cycle undergraduate qui y désigne le premier cycle universitaire.
C'est un cycle d'approfondissement, de formation générale, scientifique et technique de haut niveau préparant à l'exercice de responsabilités professionnelles. Dans les systèmes d'éducation de culture anglo-saxonne, les étudiants sont dits graduate  (diplômés) puisqu'ils possèdent alors un grade universitaire.

## Étymologie
| Doctorat/PhD (3)                             |
| Master/Maîtrise (2)                          |
|                                              |
| Licence/Bachelor /Bachelier/Baccalauréat (3) |
|                                              |
| Système de Grade BMD                         |

### Master,magister
Le terme master (master's degree) est une traduction en anglais du terme latin magister (« maître »).

#### France
Les termes « master » et « magister » ont été introduits en français dans le cadre du système universitaire français depuis les années 1980 sous diverses formes :
- magistère (diplôme national introduit en 1985) ;
- mastère spécialisé (créé en 1986 comme complément à un diplôme d'ingénieur) ;
- mastère en sciences (diplôme d'établissement créé en 2002) ;
- mastaire (diplôme d'établissement créé en 1999)[1] ;
- master (diplôme national créé dans le cadre de la réforme Licence-Master-Doctorat).

La maîtrise est en France un diplôme intermédiaire de second cycle, qui n'est plus délivré par défaut mais peut l'être sur demande,. Le terme est parfois accompagné de la mention d'une discipline : maîtrise ès lettres, maîtrise ès sciences, maîtrise en droit. Le niveau du diplôme de maîtrise n'est pas équivalent au  niveau du diplôme de Master.

## Afrique
En Afrique francophone, le deuxième cycle universitaire est composé du master.

## Amérique

### Canada
Le deuxième cycle universitaire canadien comprend plusieurs diplômes dont principalement la maîtrise. Normalement, un étudiant doit obtenir son baccalauréat avant de commencer un programme de maîtrise. Ce baccalauréat (bachelor's degree en anglais), diffère du baccalauréat français, il comprend un minimum de 90 crédits (3 ans) et parfois 120 crédits (4 ans) selon les programmes.
La durée de la maîtrise peut varier d'un an (sans mémoire) à deux ans (avec rédaction d'un mémoire) pour la maîtrise de type cours, aussi appelée maîtrise professionnelle, ou plus dans le cas d'une maîtrise de type recherche (le temps de compléter les travaux de recherche). D'autres diplômes ayant des durées variables existent au deuxième cycle comme des microprogrammes, des certificats de 2e cycle, ou encore le Diplôme d'études supérieures spécialisées (DESS) d'une durée d'un an (30 crédits).
Au Canada, la maîtrise, désignée par Master's degree dans le système anglo-saxon, dure typiquement 2 ans. Elle suit le baccalauréat, qui commence lui-même après la 13e année d'études (6 ans au niveau primaire, 5 ans au niveau secondaire et 2 ans au niveau collégial au Québec) ou après la 12e année (6 ans au niveau élémentaire, 3 ans au niveau intermédiaire et 3 ans au niveau secondaire dans le reste du Canada) et dure typiquement 3 ou 4 ans. La maîtrise représente donc typiquement un total de 18 ou 19 ans d'études.
Dans les universités canadiennes, plusieurs programmes de maîtrise, qui ont une courte durée, existent. Les « programmes professionnels », comme ceux en travail social, en ergothérapie et en physiothérapie, requièrent environ une année et demie d'études au niveau de la maîtrise.
Au Canada, la maîtrise en droit s'obtient après cinq ans de formation en common law. Au Québec, cependant, la même formation se réfère au droit civil. Ce diplôme est appelé en anglais Master of Laws.

#### Québec
Au Québec, on privilégie le terme de Maîtrise pour les diplômes du deuxième cycle.

### Costa Rica
La Licenciatura est un diplôme de second cycle en 5 ans effectué après des études secondaires,.

### États-Unis
Le diplôme de deuxième cycle américain se nomme master's degree.
Aux États-Unis, les études postgraduate sont souvent organisées au sein d'écoles internes aux universités intitulées medical school (école de médecine), business school (école de commerce), law school (école de droit), toutes trois étant des professional schools, ou écoles professionnelles (graduate school en anglais, littéralement école pour diplômés, pour les sciences et les lettres). La médecine, le droit et le commerce ne sont pas enseignés de manière spécifique durant le cycle undergraduate, les étudiants des écoles professionnelles y entrent en général avec un baccalauréat ès lettres (pour le droit et le commerce) ou un baccalauréat ès sciences (pour la médecine).
Ceci contraste ainsi nettement avec le système européen où les études de médecine et de droit commencent directement au début des études supérieures. Le système universitaire des États-Unis demeure encore très proche du système universitaire occidental du Moyen Âge avec d'abord le passage par la faculté des arts, généraliste, puis l'entrée dans une faculté supérieure (droit, médecine, théologie). C'est pour cette raison que dans certaines universités anglophones, le diplôme permettant d'exercer la médecine ou la profession d'avocat est intitulé « baccalauréat », correspondant au baccalauréat d'une faculté supérieure, et qu'en revanche le baccalauréat en administration des affaires est moins courant, puisque certaines écoles de commerce, de création plus récentes, ne délivrant que des maîtrises et des doctorats.
Le master en arts, tout comme le master en sciences, est un diplôme de spécialisation professionnelle ou de recherche. Ce diplôme peut être uniquement composé de cours magistraux ou alors entièrement orienté vers la recherche mais le plus souvent il combine une partie théorique et une partie recherche. L'admission à la préparation de la maîtrise en arts  est normalement conditionnée par l'obtention préalable d'un baccalauréat ès arts  (diplôme de base dans la plupart des domaines, par exemple: génie, administration, commerce, droit, etc) et peut mener à la préparation du doctorat. Toutefois, dans certains domaines ou dans certaines universités, le doctorat peut se débuter juste après le baccalauréat. Il existe également des programmes joints baccalauréat et maîtrise en cinq ans.
Le titulaire d'un master en sciences porte le titre de maître en sciences ou maître ès sciences qui provient de l'expression latine Magister Scientiæ, souvent abrégé en M.Sc. ou M.S.. Le grade M.Sc. est plutôt décerné au Canada alors que le titre M.S. désigne des diplômes obtenus aux États-Unis ; sans que cela soit une règle absolue. Grâce à la flexibilité de l'ordre des mots en latin, on peut également trouver les abréviations S.M. ou Sc.M.. Le Massachusetts Institute of Technology utilise, par exemple, les abréviations S.M. pour ses Master of Science.
L'expression maître des droits, abrégé en LL.M., provient de l'expression latine Legum Magister, ou pour une femme Legum Magistra. L'abréviation « LL.M Eur. » dénote une spécialisation dans le droit européen. Un tel cours est offert par exemple par l'Europa-Institut de Sarrebruck en Allemagne. Dans la plupart des pays anglo-saxons, les avocats n'ont pas besoin d'avoir une maîtrise en droit et donc rares sont ceux qui ont cette qualification. Cependant, une LL.M est une qualification internationalement reconnue qui permet d'affirmer une spécialisation.

### Guatemala
Au Guatemala, la Especialización est un diplôme de second cycle en 5 ans[source insuffisante].

### Honduras
Au Honduras, la Licenciatura est un diplôme de second cycle en 4 à 5 ans[source insuffisante].

### Nicaragua
Au Nicaragua, le Postgrado est un diplôme de second cycle en 6 ans[source insuffisante].

### Panama
Au Panama, la Especialización est un diplôme de second cycle en 4 ans[source insuffisante].

### Salvador
La Licenciatura est un diplôme de second cycle en 4 ans après des études secondaires[source insuffisante].

## Europe

### Allemagne
Le deuxième cycle universitaire correspond au Hauptstudium ou Master. Le Magisterprüfung est passé après quatre ans et demi d'études dans le domaine des arts et lettres. Il donne le grade universitaire de magister artium, qui est un équivalent de la 2e année du master (bac + 5).

### Belgique
En Belgique, depuis le Processus de Bologne, le master remplace la licence, et est obtenu après un cycle de 2 ans (parfois 1 an) d'étude consécutif au bachelier ou bachelor (après un cycle de 3 ans d'étude consécutif au Certificat d'enseignement secondaire supérieur (CESS) équivalent au baccalauréat français dit Bac) et est délivré par les universités, hautes écoles et écoles supérieures des arts. Les diplômes d'ingénieur industriel et d'ingénieur civil deviennent des masters en sciences de l'ingénieur industriel et master en sciences de l'ingénieur civil. En Belgique, il n'y a pas de désignation spécifique pour la première année du master. À la fois les masters d'un an (master 60, en régime d'extinction) et ceux de deux ans (master 120) sont désignés en tant que « master ».
Dans ce pays, la Maîtrise-Agrégation possède également un autre sens (proche de la notion française d'habilitation universitaire) au sein de l'université catholique de Louvain qui propose, pour les titulaires d'un doctorat en théologie issus de cette institution, la possibilité d'obtenir le titre de Sacrae Theologiae Magister (STM). Le candidat doit, devant un jury international présidé par le recteur, soutenir une thèse originale et publiée sous forme d'ouvrage édité, ainsi qu'une série de 7 thèses annexes, représentatives d'un plus grand nombre possible de courants et d'époques de pensées différents.
Les porteurs d'un Doctorat en philosophie de la même institution peuvent obtenir le grade de Maître-Agrégé de l'École Saint-Thomas d'Aquin, nécessitant la rédaction de 50 thèses annexes en plus de la thèse originale, également publiée sous forme d'un ouvrage édité.

### Bulgarie
Le titre de « maguistаr » (en bulgare: Магистър) est équivalent au master, bac+5 français et au master anglo-saxon, il est obtenu d'une manière similaire, dans le cas général après avoir fait minimum cinq ans d'études universitaires en total et avoir soutenu un mémoire devant un jury spécialisé.

### Danemark et Norvège
Au Danemark et en Norvège, on peut obtenir une licence ou bachelorgrad sanctionnant trois années d'études après le baccalauréat (studentereksamen). La « candidature » (kandidatgrad), correspondant à un  master en France, sanctionne deux ans d'études après la licence. Le titre de magistergrad s'appliquait historiquement aux détenteurs d'une magisterkonferens. C'était une version plus longue de la candidature. Elle pouvait ensuite permettre d'obtenir le Ph.D.-grad en deux ans. Elle a été introduite en 1848. Elle donnait le titre de maître ès arts (abrev. mag. art.), maître ès sciences (mag. scient.) ou maître en science de la société (mag. scient. so.). Elle a été supprimée au Danemark en 1978 dans sa version scientifique et en 2007 dans le domaine des humanités. Par extension, le titre de magistergrad désigne aujourd'hui les détenteurs d'un diplôme de deuxième cycle.

### Finlande
La maîtrise est connue sous le nom de maisterin tutkinto et est obtenue après 5 ans d'études supérieures ou deux années après la candidature (kandidaatin tutkinto).

### France
À partir de 2003, la réforme LMD instaure la notion de grades universitaires et change l’architecture des diplômes : depuis l’entrée en vigueur de la loi LRU en 2007, le deuxième cycle correspond désormais aux enseignements du grade de master.
En France, le master est un diplôme national et un grade de l’enseignement supérieur, validant un deuxième cycle de l'enseignement supérieur (cinquième année d'études après le baccalauréat). Le « grade de master » est décerné par de nombreuses formations de l'enseignement supérieur, telles les écoles d'ingénieurs, les écoles de commerce ou les universités. Le « diplôme national de master » est décerné par une université ou une grande école habilitée pour ce faire par le ministère de l'enseignement ou de la recherche, après obtention de 120 ECTS, aux détenteurs d'une licence. Pour mettre fin aux fraudes de certaines écoles de l'enseignement supérieur qui utilisaient la dénomination de master pour leurs diplômes, décerner un diplôme de master ou un grade de master est aujourd'hui réservé aux seuls établissements accrédités ou autorisés, au même titre que l’appellation baccalauréat, licence et doctorat,.
En France, la maîtrise est de 1966 à 2006 un diplôme national et grade universitaire de second cycle, qui peut être délivré après quatre ans d'études supérieures dans un établissement universitaire (une année après la licence, qui constituait la 1re année du second cycle), après validation des examens et soutenance d'un mémoire de recherche. Elle clôturait le second cycle. Sa possession conditionnait l'accès au troisième cycle (DESS ou DEA précédant le doctorat). Comme pour la licence, les diplôme de maîtrise pouvait s'utiliser comme titre avec le suffixes ès lettres (pour les sciences humaines et sociales et les disciplines littéraires), ès sciences et en droit. Depuis 2006 (réforme LMD (licence-master-doctorat), ou « 3-5-8 »), un diplôme de maîtrise peut être délivré après la licence à des étudiants ayant réussi une première année de master (M1), mais elle ne constitue plus un diplôme terminal.

### Italie
Le système universitaire, après le Processus de Bologne, était séparé en Laurea Triennale (3 ans, équivalent au BAC+3) et Laurea Specialistica (2 ans, équivalent au BAC+5).
Le deuxième cycle dure 2 ans (120 crédits ECTS), et le titre n'est obtenu qu'après la rédaction d'un mémoire et la présentation de son contenu devant un jury de professeurs. La remise du diplôme, avec la déclaration des notes, suit la soutenance.
Les règles d'admission au deuxième cycle peuvent changer d'une université à l'autre, et même d'une faculté à l'autre. Certaines spécialisations ne posent aucune contrainte à l'inscription, tandis que d'autres n'acceptent qu'un nombre limité d'étudiants en suivant des critères préétablis. Le classement peut typiquement se faire sur la base de la moyenne des notes du premier cycle universitaire, ou sur la base d'un test d'évaluation pour vérifier la préparation du candidat dans le domaine.

### Islande
Le meistaragráða donne le titre de magister.

### Pays-Bas
Aux Pays-Bas, le M.Phil. est un diplôme de recherche décerné par certains départements des universités (pour la plupart dans le domaine des arts, sciences sociales, archéologie, philosophie et théologie). La sélection pour ce type de diplôme est très élevée et principalement réservée aux étudiants visant une carrière universitaire. Après ce diplôme, les étudiants poursuivent normalement par un Ph.D.. Les leçons sont données en anglais, beaucoup d'étudiants qui suivent la formation viennent de l'étranger.

### Pologne
Le titre de « magister » (magister inżynier dans les écoles polytechniques, universités de technologie et autres écoles d'ingénieur, magister dans les universités généralistes) est obtenu après un cycle d'enseignement supérieur de 5 années (ou en deux années après le titre de licencjat).

### Portugal
La maitrise est connue sous le nom de carta magistral ou mestrados et donne le titre de mestre. Généralement, elle était obtenue après deux années de cours spécialisés, après le bac+5 ans, ainsi que la rédaction d'un mémoire, qui consiste à expliquer de façon écrite une théorie ou un concept relié au domaine de l'étudiant.

### République tchèque
Le titre de magistr (Mgr.) est généralement conféré au titulaire d'une formation Bac+5. Aux universités d'économie et de gestion, la formation donne lieu au titre d'inženýr (ingénieur, Ing.) tout comme dans les écoles polytechniques. Aux écoles de médecine et de médecine vétérinaire, la formation du niveau master (ISCED 7) est sanctionnée par le traditionnel titre de doktor (MUDr./MVDr./MDDr.). Comme dans d'autres pays d'Europe centrale, les abréviations du titre académique sont souvent indiquées dans les signatures, les adresses de correspondance.

### Royaume-Uni
Les grades du cycle postgraduate sont :
- Diploma et Certificate, ils sont obtenus généralement en 6 ou 9 mois
- Taught master's degree : Master of Art (MA), Master of Science (MSc), ils sont obtenus à la suite d'un an de cours et la rédaction d'un mémoire (~10 000 mots) Master of Engineering (USA) (MEng), Master of Technology (USA) (MTech), Master of Business Administration (MBA) et Master of Law (LL.M) sont généralement soumis à des règles différentes.
- Research master's degree : Master of Philosophy (MPhil), il est obtenu généralement après deux ans de recherche et la rédaction d'une thèse (30 000 à 40 000 mots)
- Doctoral degree : Doctor of Philosophy (PhD), il est obtenu à la suite de généralement trois ou quatre ans de recherche avec la rédaction d'une thèse (70 000 à 100 000 mots) et une soutenance orale (viva). Un étudiant peut commencer la préparation d'un doctorat juste après un baccalauréat, ou commencer par la préparation d'un MPhil puis décider de viser le PhD en cours de route.

En Angleterre et au pays de Galles, un certain nombre de maîtrises ne sont pas des diplômes du cycle postgraduate mais du cycle undergraduate (Master of Engineering, Master of Physics, Master of Mathematics par exemple) obtenus après quatre années d'études supérieures. Dans le système universitaire britannique, la maîtrise des Arts (Master of Arts) est décernée dans les domaines des Arts, des sciences humaines, de la théologie et des Sciences sociales. Cependant, certaines universités et particulièrement en Écosse décernent des maîtrises ès lettres (MLitt) aux étudiants en Arts, sciences humaines, études théologiques et sciences sociales. À l'université de Cambridge, le Master of Letters est un diplôme de recherche. Dans les plus anciennes universités d'Écosse (appelées ancient universities), c'est un diplôme de premier cycle (cf. Master of Arts (Écosse)). Dans les universités de Cambridge et d’Oxford, le master of arts est attribué à tous les titulaires d'un bachelor of arts quelques années après l'obtention de ce dernier, et ce sans examen supplémentaire (cf. Master of Arts (Oxbridge)). Partout ailleurs, le niveau Master requiert une voire deux années d'approfondissement après un Bachelor ainsi que la rédaction d'un mémoire.
La maîtrise ès Arts est composée de cours magistraux, d'examens pendant deux semestres distincts. La rédaction d'un mémoire entre 20 000 et 25 000} mots (références et annexes exclues) sanctionne réellement la fin du cursus. Il dure en moyenne un ou deux ans à temps complet.
Dans les études de droit, le diplôme le plus couramment préparé est le master of Laws mais dans certains cas, ces études peuvent mener à une maîtrise ès Arts en droit ou à une maîtrise ès lettres en droit. La notation des Masters' degrees est généralement découpée en deux catégories : « Pass » (acquis) ou « Fail » (échoué). Dans la majorité des cas, une note moyenne de 50 % (10/20) est nécessaire pour obtenir la catégorie « Pass ». Certaines universités, et de plus en plus fréquemment celles qui se considèrent réputées (Cambridge, Oxford, Imperial College par exemple), mettent la barre à 50 %. Une moyenne générale de 70 % (14/20) est requise pour obtenir une "Distinction", équivalent de la mention bien en France, dans les universités qui accordent cet honneur. Les notes ne sont pas précisées, simplement la catégorie à laquelle la personne appartient.
Il existe également une catégorie appelée « Merit », ou « Commendation », qui correspond à une moyenne de 60 % (12/20 ou mention bien), intermédiaire entre le « Pass » et le « Distinction », mais qui n'est pas systématiquement délivrée par les universités.
Au Royaume-Uni, il existe deux cycles universitaires : le Undergraduate (3 ou 4 ans après le baccalauréat) sanctionné par le diplôme du Bachelor Degree, et le Postgraduate sanctionné par les diplômes Masters Degree (1 ou 2 ans) puis le Dphil ou PhD (3 ans).
L'obtention du Bachelor's Degree anglais est  parfois conditionnée par la soumission d'un mémoire. Le Master Anglais ou M.Sc. est effectuée généralement 4 ans après le Baccalauréat. Le Mphil nécessite un M.Sc. et correspond à un niveau Master français. En ce qu'il est un diplôme d'introduction au doctorat et peut parfois valoir première année de doctorat (si abandon du doctorat), il est comparable à l'ancien diplôme d'études approfondies.

### Suède
La maîtrise en Suède est connue sous le nom de magisterexamen et est obtenue après 4 ans d'études supérieures ou une année après la candidature (kandidatexamen).
Avant 1863, la maîtrise en philosophie (filosofie magister) était un grade comparable à un doctorat de recherche actuel.

### Suisse
Dans l'ancien schéma d'études avant la réforme processus de Bologne, il n'y avait pas de maîtrise, mais la licence était le premier grade universitaire. Dans le nouveau schéma d'études, les études pour le master durent d'un an et demi à deux ans après l'obtention du baccalauréat universitaire (généralement appelé « bachelor »).